# Agrilus pistaciophagus
Agrilus pistaciophagus é uma espécie de inseto do género Agrilus, família Buprestidae, ordem Coleoptera.
Foi descrita cientificamente por Alexeev & Kulinitsh, 1962.